# Кайшікі №7 малий аероплан
Кайшікі №7 малий аероплан (яп. 会式七号小型飛行機, Кайшікі Нана Ґо Коґата Хікоу кі) — прототип японського винищувача-біплана для Імперської армії Японії. Перший японський дизайн аероплана, який можна вважати винищувачем. Створений лейтенантом Шіґеру Савадою з Тимчасової групи з дослідження військових аеростатів. В середині групи його називали «Кайшікі Кайзо модель Третього року» (яп. 会式改装三年型飛行機, Кайшікі Кайзо Сан-нен Ґата Хікоу кі) часто скорочуючи до «Кайшікі Кай-7», також використовувались назви «Кайшікі 7 знищувач» (яп. 会式七号駆逐機, Кайшікі Нана Ґо Кучі кі) і «літак Савади».

## Історія

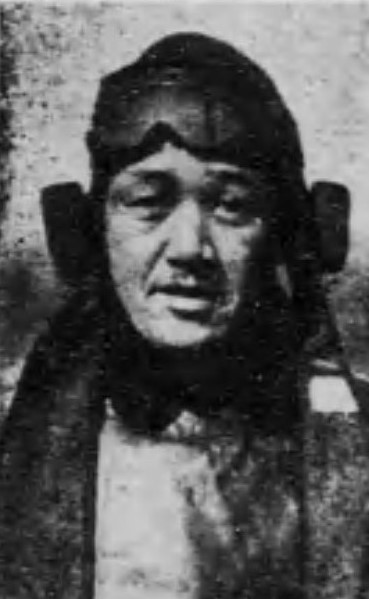
Лейтенант Шіґеру Савада (沢田秀)

Восени 1915 року лейтенант Шіґеру Савада вже створив декілька успішних дизайнів аеропланів, останній з яких «Кайшікі №7» оснащувався двигуном Curtiss OX-5 і зазнав аварії в вересні 1915 року. Двигун не був пошкоджений, тому Савада вирішив використати його для побудови прототипу малого літака використавши деякі рішення з американського Curtiss Model D, зокрема триточкову колісну схему шасі. Розміщення пілота попереду дозволило розташувати перед ним кулемет в турелі. Конструкція передбачала одномоторний суцільно дерев'яний біплан з тканинним покриттям з штовхальним гвинтом і відкритою гондолою для одного пілота.
Літак був завершений 11 червня 1916 року, а вже через два дні відбувся перший політ. Потужний двигун разом з порівняно малим розміром аероплана зробив його одним з найманевровніших літаків Японії того часу. Зрозумівши перспективність подальшого розвитку винищувальної авіації, Група знову відрядила Саваду до Європи для оцінки нових рішень в винищувальній авіації.
Після повернення в лютому 1917 року, лейтенант Санада продовжив дослідницькі польоти на «Кайшікі Кай-7». На жаль 8 березня 1917 року під час виконання піке з висоти 600 м. конструкція літака не витримала навантажень під час виходу на горизонтальний політ на висоті 200 м. Літак розбився на північ від Токородзави, а лейтенант Санада загинув.

## Тактико-технічні характеристики
Дані з Japanese Aircraft 1910—1941

### Технічні характеристики
- Екіпаж: 1 особа
- Довжина: 9 м
- Розмах крил: 11 м
- Площа крил: 41,2 м²
- Маса спорядженого: 734 кг
- Навантаження на крило: 17,8 кг/м²
- Двигун: V-подібний восьми-циліндровий Curtiss OX-5 водяного охолодження
- Потужність: 90 - 100 к.с. к. с.
- Гвинт: Дволопатевий дерев'яний гвинт Curtiss
- Питома потужність: 7,34 кг/к.с.

### Льотні характеристики
- Максимальна швидкість: 111 км/год

### Озброєння
- Стрілецьке: Один кулемет в турельній позиції в носі літака